# Relaciones Israel-Liberia
Las relaciones entre Israel y Liberia se refieren a las relaciones internacionales entre el Estado de Israel y la República de Liberia. Liberia fue uno de los Estados miembros de las Naciones Unidas que votó a favor del establecimiento de un Estado judío en Palestina en 1947. Israel y Liberia establecieron relaciones a finales de la década de 1950. La administración de William Tolbert rompió los lazos con el gobierno israelí en 1973 en respuesta a la guerra de Yom Kipur, pero fueron restablecidas en 1983 por Samuel Doe, que sucedió a Tolbert mediante un golpe de Estado.

## Historia
Antes de la creación del Estado israelí, estadistas liberianos como Edward Wilmot Blyden encontraron paralelismos entre la historia del pueblo judío y la de los primeros colonos américo-liberianos, ya que ambos se percibían como pueblos oprimidos que buscaban la creación de un Estado para escapar de la persecución. Por ello, Blyden veía similitudes entre el movimiento de vuelta a África y el sionismo. El historiador israelí Yekutiel Gershoni afirmó que el cristianismo de la población liberiana hizo que el país estuviera familiarizado con la historia judía, en particular con el relato bíblico de la esclavitud judía en el Antiguo Egipto, lo que contribuyó a reforzar los primeros lazos entre los países.

### Administración de Tubman

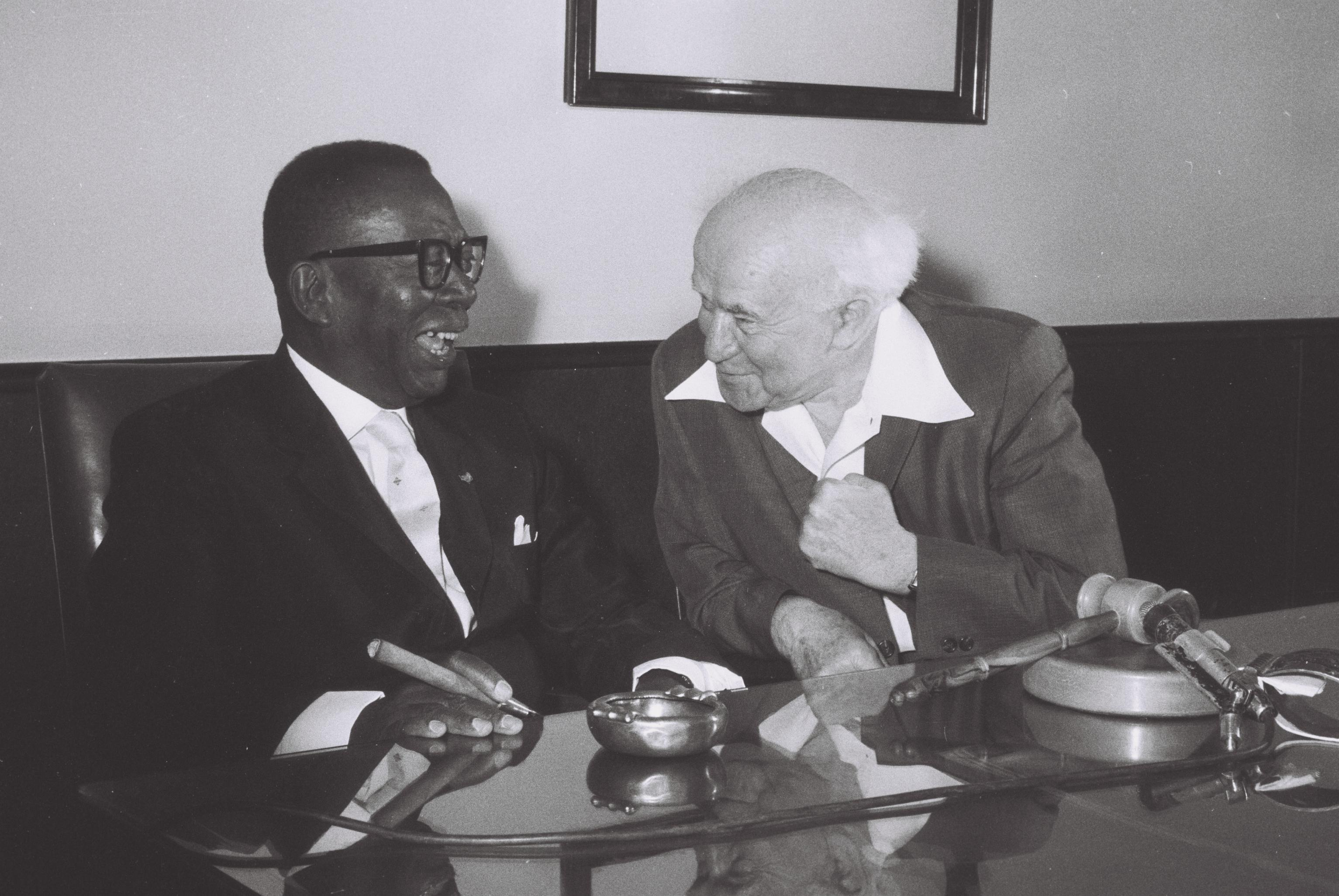
Presidente liberiano William Tubman con el primer ministro israelí David Ben-Gurión en 1962.

Liberia fue uno de los Estados miembros de las Naciones Unidas que votó a favor de la condición de Estado de Israel el 29 de noviembre de 1947. El primer embajador de Israel en Liberia fue Ehud Avriel, acreditado en 1957. El 9 de abril de 1959, Israel firmó su primer acuerdo con una nación africana independiente en su tratado de amistad con Liberia. Entre 1959 y 1973, Israel y Liberia firmaron cinco acuerdos más. En ese mismo período, Israel recibió una visita de Estado de Liberia en junio de 1962, cuando el presidente Tubman visitó Jerusalén. Liberia recibiría dos visitas de Estado de Israel, una del presidente Iztjak Ben-Zvi a Monrovia en agosto de 1962, y otra del primer ministro Levi Eshkol en junio de 1966.
Israel contribuyó a la política de puertas abiertas del presidente Tubman a finales de la década de 1950. El objetivo de esta política era llevar el desarrollo económico al interior de Liberia. Esto implicaba inversiones financieras extranjeras, así como el desarrollo de las industrias minera y agrícola. A finales de la década de 1950, expertos israelíes realizaron dos estudios sobre las posibilidades agrícolas de Liberia. Las empresas privadas israelíes también proporcionaron proyectos de construcción a gran escala, como el Hotel Ducor y una nueva mansión ejecutiva, además de proyectos más pequeños. Israel también ayudó a desarrollar las capacidades médicas de Liberia. Israel contribuyó a la Política de Puertas Abiertas del Presidente Tubman a finales de la década de 1950. El objetivo de esta política era llevar el desarrollo económico a su interior. Esto implicaba inversiones financieras extranjeras, así como el desarrollo de sus industrias minera y agrícola. A finales de la década de 1950, expertos israelíes realizaron dos estudios sobre las posibilidades agrícolas de Liberia. Las empresas privadas israelíes también proporcionaron proyectos de construcción a gran escala, como el Hotel Ducor y una nueva mansión ejecutiva, además de proyectos más pequeños. Israel también ayudó a desarrollar las capacidades médicas de Liberia.
El presidente William Tubman era partidario de Israel y, durante su mandato, resistió las presiones de la Organización para la Unidad Africana (OUA) para que se opusiera a Israel. En 1967, tras la guerra de los Seis Días, Liberia fue el primer país africano en trasladar su embajada en Israel a Jerusalén.

### Administración de Tolbert
Tras la muerte de Tubman en 1971, le sucedió el vicepresidente William Tolbert. Tolbert no era tan partidario de Israel o del bloque occidental como su predecesor. Buscó relaciones y lazos económicos con países asiáticos, como la República Popular China, y naciones árabes. Tolbert también aumentó la identificación de Liberia con el Movimiento de Países No Alineados. Durante la cumbre de la OUA celebrada en Rabat en junio de 1972, Liberia apoyó una resolución que pedía a Israel la retirada de los territorios ocupados adquiridos en la guerra de los Seis Días. El 2 de noviembre de 1973, la administración de Tolbert rompió los lazos con Israel en respuesta a la guerra de Yom Kipur, junto con otros 28 países africanos. Aunque sus relaciones formales se deshicieron, Liberia mantuvo cierto contacto con Israel a través de intermediarios, como empresas privadas israelíes y organizaciones internacionales, incluyendo las Naciones Unidas. Pese a que las relaciones entre Israel y Liberia empeoraron, Tolbert siguió apoyando la existencia del Estado israelí y respaldó la continuidad del estatus de Israel como Estado miembro de las Naciones Unidas.

### Administración Doe y relaciones tras la guerra civil
El 12 de abril de 1980, Tolbert fue asesinado en un golpe de Estado liderado por Samuel Doe, quien se convirtió en jefe de Estado de Liberia. El 13 de agosto de 1983, Doe restableció los lazos con Israel. Doe visitó Israel ese mismo mes, donde apoyó la política israelí en Oriente Medio y pidió a los palestinos que se abrieran a conversaciones pacíficas. Doe fue el primer gobernante africano que visitó Israel tras la revocación a gran escala de los lazos diplomáticos africanos con Israel a principios de la década de 1970. Tras este restablecimiento de relaciones, Liberia e Israel establecieron lazos en materia de seguridad, tecnología y economía. Las dos guerras civiles liberianas que siguieron a la ejecución de Doe provocaron otra congelación de las relaciones de Liberia con Israel.
Tras las guerras civiles, la presidenta Ellen Johnson Sirleaf realizó una visita de Estado a Israel en 2007. La presidenta Sirleaf realizó otra visita de Estado en 2016. En marzo de 2019, el presidente George Weah visitó Israel y se reunió con el primer ministro Benjamin Netanyahu. El 8 de junio de 2022, Liberia anunció su intención de abrir una misión comercial en Jerusalén que, con el tiempo, se convertirá en embajada.
La actual embajadora de Israel en Liberia es Shlomit Sufa, quien también está acreditada en Ghana y Sierra Leona.